# Oskar von Zoller
Oskar Freiherr von Zoller fue un teniente general bávaro conocido por servir en la batalla de Kissingen durante la guerra austro-prusiana, muriendo durante los combates.

## Biografía
Era hijo del teniente general Friedrich Freiherr von Zoller (1762-1821), quien se había convertido en Freiherr en 1816. En 1827, Zoller ingresó en el Ejército bávaro como Junker en el Regimiento de Infantería de la Guardia en Múnich, se convirtió en oficial en 1828 y fue promovido a capitán en 1842. En 1840-41, mientras todavía era teniente primero, Zoller acompañó al Príncipe de la Corona Maximiliano José (después rey Maximiliano II de Baviera), como oficial en un viaje a Grecia. El 3 de enero de 1842 recibió la cruz de plata de la Orden del Redentor griega. El rey Luis I después lo nombró como uno de sus ayudantes de ala. Después se convirtió en Hofmarschall del príncipe de la corona, que también lo nombró su ayudante de ala después de asumir el gobierno.
En 1850 retornó al servicio militar y se convirtió en teniente coronel en el 3.º Regimiento de Infantería "Prinz Karl von Bayern" en Augsburgo, del que pasó a ser comandante en 1853. Dos años más tarde, como mayor general, Zoller asumió el mando de la 7.ª Brigada de Infantería en Bayreuth. Como tal, en 1860 recibió la prusiana Orden del Águila Roja, II Clase y en 1861 fue promovido a teniente general y comandante en Núremberg.
Al estallar la guerra austro-prusiana se convirtió en comandante general de la 3.ª División de Infantería. En este puesto cayó en la batalla de Kissingen en la población de Bad Kissingen, siendo herido mortalmente por metralla después de que dos caballos fueran disparados previamente bajo de él. Cuatro meses después, el 28 de noviembre de 1866, durante una visita a Bad Kissingen, al rey Luis II se le mostró el lugar en el que Zoller había caído y después fue conducido a Nüdlingen, donde el cuerpo de Zoller fue enterrado en la vicaría. Previamente, la madre de Luis, María de Prusia, había estado en Kissingen y también visitó la vicaría en Nüdlingen. Ella después había ordenado la construcción de un memorial de piedra al escultor Michael Arnold en memoria de Zoller.
En el curso de la guerra austro-prusiana, Zoller se dice que pidió por tres veces al comandante en jefe de las tropas alemanas del sur, el Príncipe Carlos de Baviera, por el relevo de los hannoverianos, por lo que se dice que fue sentenciado a tres días de arresto. El Ministerio de Guerra después contradijo esta afirmación.
Zoller permaneció soltero a lo largo de su vida.
En 1901, el Príncipe Regente Leopoldo de Baviera aprobó la fundación "Freiherr Oskar von Zoller'sche Stiftung" que se dirigía al apoyo a los veteranos de guerra.